# Конус

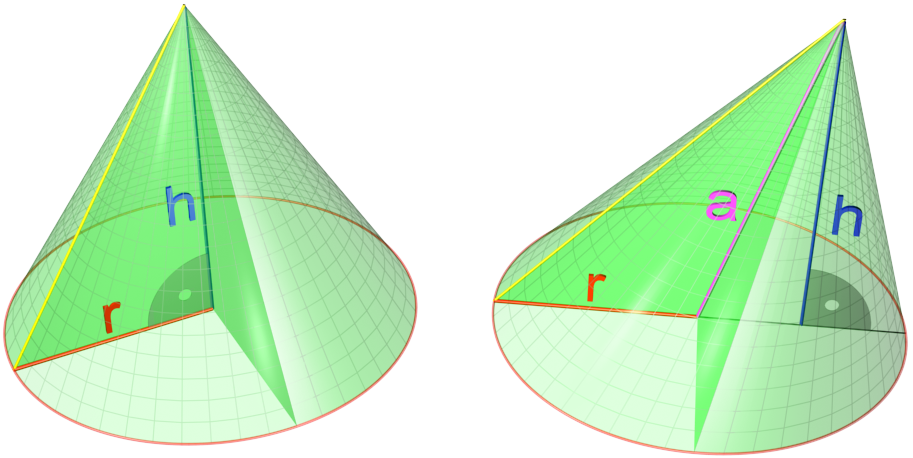
Прямий і похилий конуси

Зрізаний круговий конус

Ко́нус (лат. conus від дав.-гр. κώνος — «шпичак шолома», «шишка») заст. кружі́ль— геометричне тіло, отримане шляхом об'єднання всіх променів, що виходять з однієї точки — вершини конуса, і таких що проходять через довільну плоску криву. Іноді конусом називають частину такого тіла, отриману об'єднанням усіх відрізків, що з'єднують вершину і точки пласкої поверхні (яку в такому випадку називають основою конуса, а конус називають таким, що спирається на дану поверхню). Надалі буде розглядатися саме цей випадок, якщо не сказано про інше.
За ДСТУ: конус — узагальнений термін, під яким залежно від конкретних умов розуміють конічну поверхню, конічну деталь чи конічний елемент.
Відрізок, опущений перпендикулярно з вершини на площину основи (а також його довжина), називається висотою конуса. Якщо площа основи має скінченне значення, то об'єм конуса також має скінченне значення і дорівнює третині добутку висоти на площу основи. Таким чином всі конуси, що спираються на дану основу, і мають вершину в площині, паралельній цій основі, мають рівний об'єм, оскільки їх висоти рівні. Якщо основою конуса є многокутник, тоді конус стає пірамідою. Таким чином піраміди є підмножиною конусів.
Відрізок, що сполучає вершину конуса з точкою границі його основи називається твірною конуса. Множина всіх твірних конуса називається бічною поверхнею конуса.
Якщо основа конуса має центр симетрії (наприклад, є еліпсом) і ортогональна проєкція вершини конуса на його основу збігається з цим центром, то конус називається прямим. При цьому пряма, що сполучає вершину конуса з центром його основи називається віссю конуса. Якщо ж ортогональна проєкція вершини не збігається з центром основи, то такий конус називається косим.

## Означення кругового конуса
У курсі шкільної геометрії розглядають конус (точніше, прямий круговий конус [Архівовано 15 грудня 2019 у Wayback Machine.]). Конусом (точніше, круговим конусом) називається тіло, яке складається із круга — основи конуса, точки, що не лежить в площині цього круга, — вершини конуса і всіх відрізків, які з'єднують вершину конуса з точками основи.

### Конус обертання
Прямий круговий конус (часто його називають просто конусом) можна отримати обертанням прямокутного трикутника навколо одного з катетів, який таким чином стане віссю конуса. Конус обертання в прямокутній системі координат описується системою нерівностей:
{\displaystyle \left\{{{x^{2}+y^{2}\leq \left({\frac {zr}{h}}\right)^{2}} \atop {0\leq z\leq h}}\right.}
де {\displaystyle r>0,\ h>0}
З усіх конусів тільки прямий круговий є тілом обертання.
Перетин площини з прямим круговим конусом є одним з конічних перерізів (в невироджених випадках — еліпсом, параболою чи гіперболою, в залежності від розміщення січної площини).
Частина конуса, що лежить між основою і площиною, паралельною до основи і знаходиться між вершиною і основою, називається зрізаним конусом.
Конус, що спирається на еліпс, гіперболу чи параболу називається відповідно еліптичним, гіперболічним чи параболічним конусом (останні два мають нескінченний об'єм).

## Площа поверхні конуса

Прямий круговий конус

Повна площа прямого кругового конуса
{\displaystyle S=\pi rl+\pi r^{2}} ,
де r та l — радіус кола основи та довжина твірної бічної поверхні відповідно.
Площа бічної поверхні прямого кругового конуса
{\displaystyle S_{b}=\pi rl},
де r та l — радіус кола основи та довжина твірної бічної поверхні відповідно.

## Об'єм конуса
У загальному випадку:
{\displaystyle V={\frac {1}{3}}Sh},
де S — площа основи, h — висота конуса.
Об'єм кругового конуса, відповідно:
{\displaystyle V={\frac {1}{3}}\pi r^{2}h},
Формулу об'єму конуса легко отримати із використанням інтегрального числення. Ми знаємо, що об'єм твердого тіла дорівнює інтегралу площі його перерізу вздовж певної осі. Отже, з точністю до сталої, це інтеграл {\displaystyle \int x^{2}dx={\tfrac {1}{3}}x^{3}.}

## Кут конуса
Цей термін означає кут {\displaystyle \alpha } при вершині в осьовому перерізі конуса.
{\displaystyle \alpha =2\operatorname {arctg} {\frac {r}{h}}}

## Вписані та описані тіла

### Конус, описаний навколо піраміди
Конус можна описати навколо піраміди, якщо її основа — многокутник, навколо якого можна описати коло, а вершина піраміди проєктується в центр цього кола. Радіус конуса дорівнює радіусу цього кола; висоти конуса і піраміди збігаються.

### Конус, вписаний у піраміду
Конус можна вписати в піраміду, якщо її основа — многокутник, у який можна вписати коло, а вершина піраміди проєктується в центр цього кола. Радіус конуса дорівнює радіусу цього кола; висота конуса і піраміди збігаються.

### Куля, описана навколо конуса

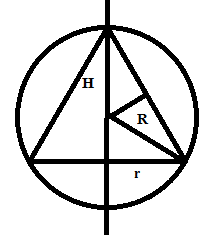
Куля, описана навколо конуса

Кулю можна описати навколо довільного конуса. Коло основи конуса і вершина конуса лежать на поверхні кулі. Центр кулі лежить на осі конуса і збігається з центром кола, описаного навколо трикутника, який є осьовим перерізом конуса. Переріз площиною, що проходить через вісь конуса (осьовий переріз). Об'єм кулі, описаної навколо прямого кругового конуса:
{\displaystyle V_{k}={1 \over 6}\pi {\frac {l^{6}}{(l^{2}-r^{2}){\sqrt {l^{2}-r^{2}}}}}}, де {\displaystyle l} — твірна конуса; {\displaystyle r} — радіус основи конуса.
Радіус кулі R, радіус основи конуса r і висота конуса H пов'язані співвідношенням:{\displaystyle R^{2}={\bigl (}H-R{\bigr )}^{2}+r^{2}}

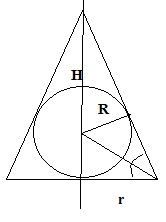
Куля, вписана в конус

Це співвідношення справедливе зокрема для випадку, коли {\displaystyle H\leq R}.

### Куля, вписана в конус
Кулю можна вписати в довільний конус. Куля дотикається основи конуса в його центрі і бічної поверхні конуса по колу, що лежить в площині, яка паралельна основі конуса. Центр кулі лежить на осі конуса і збігається з центром кола, вписаного в трикутник, що є осьовим перерізом конуса. Радіус кулі R, радіус основи конуса r і висота конуса H пов'язані співвідношенням: {\displaystyle {\frac {R}{H-R}}={\frac {r}{\sqrt {H^{2}+r^{2}}}}}

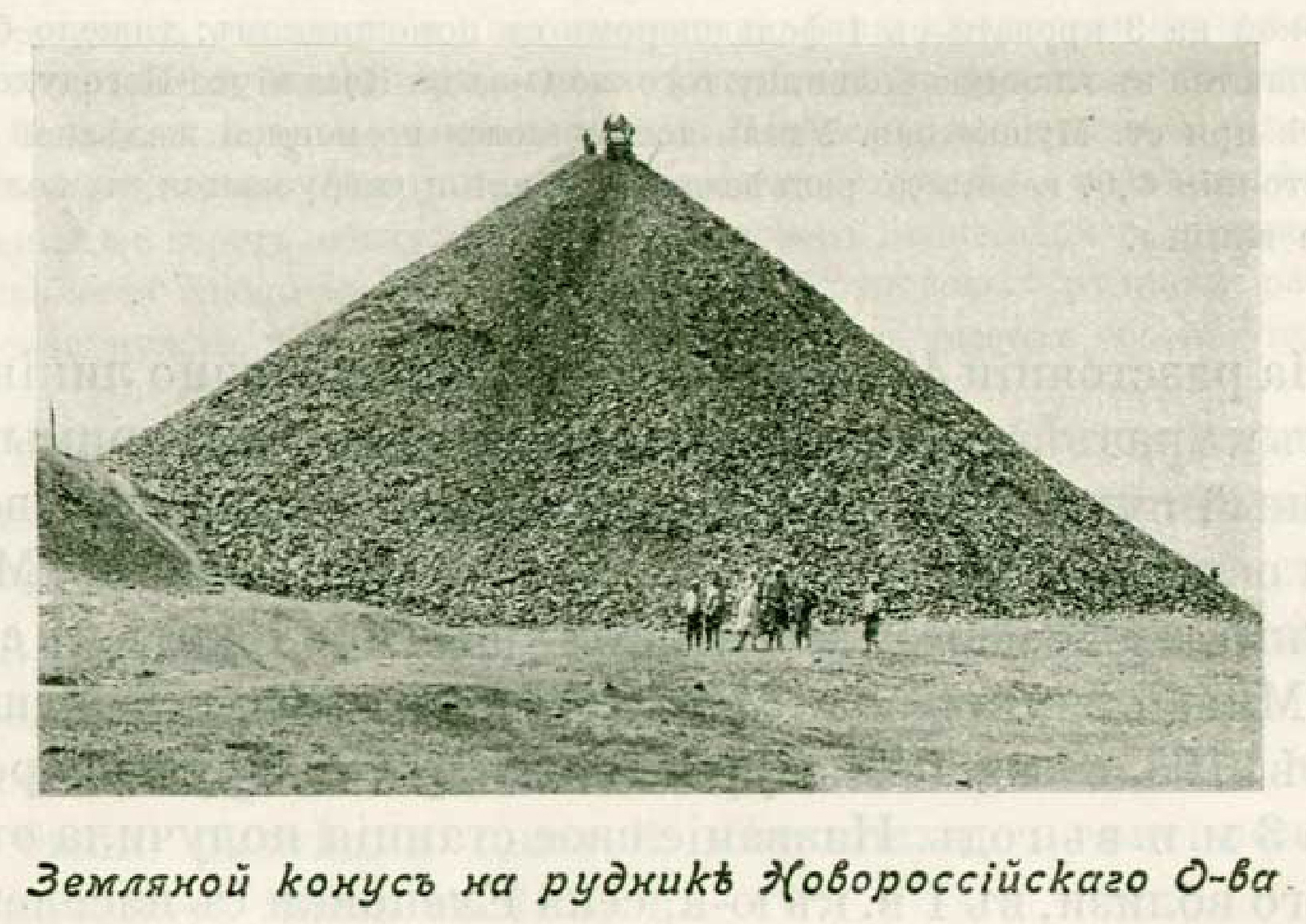
Земляний конус

Форму конусів мають насипані на горизонтальній поверхні купи піску, зерна, вугілля, породи, щебеню тощо. Кожному такому матеріалу відповідає кут природного укосу - кут нахилу твірної до площини основи конуса. Для піску він дорівнює приблизно 30°, для вугілля — 42°, для породи — 46°.